# Aureum Chaos
Aureum Chaos é um terreno caótico e rugoso no quadrângulo de Margaritifer Sinus em Marte em 4,4 ° a latitude sul e 27 ° a longitude oeste, tendo 368 km de diâmetro e foi nomeado após um nome clássico para formação de albedo.  Esse nome clássico veio de um dos primeiros mapas de Marte desenhados por Schiaparelli, que tem sido chamado de "Pai de Marte. " Ele chamou a formação "Aurea Cherso, que se traduz como "península de ouro" - um nome antigo para a Malásia.  Aureum é a palavra latina para o ouro .Em química, o símbolo do ouro é Au, do nome latino para o ouro.
Em muitos lugares, os cânions de Aureum Chaos possuem cerca de 1 km de profundidade - um pouco mais de metade da profundidade do Grand Canyon. Porém, Aureum Chaos cobre uma área do tamanho do estado do Alabama, quase 20 vezes maior do que o Parque Nacional do Grand Canyon.

## Aureum Chaos
Aureum Chaos é um grande sistema de cânios e áreas colapsadas. Essa formação é provavelmente a principal fonte da água que correra nos grandes canais cauldais.
Acredita-se que grandes canais caudais Marte foram causados por descargas catastróficas de água subterrânea. Muitos dos canais começam em terrenos caóticos, onde o solo aparentemente entrou em colapso. Na seção colapsada, blocos de materiais não afetados podem ser avistados. O experimento OMEGA da Mars Express descobriu minerais argilosos (filosilicatos) em vários lugares em Aureum Chaos. Minerais argilosos demandam água para se formarem, conclui-se que a área pode outrora ter contido uma grande quantidade de água.

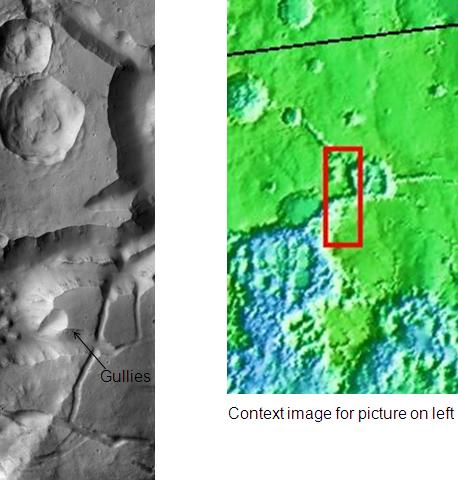
Grandes cânions em Aureum Chaos. Ravinas são raras nessa latitude. Imagem obtida pela THEMIS.
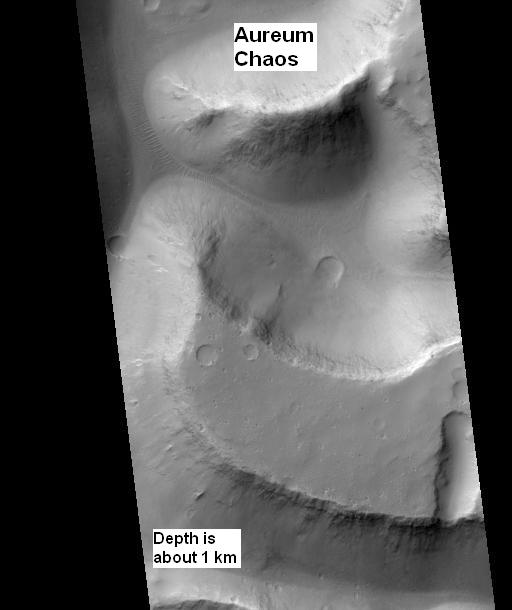
Aureum Chaos, visto pela HiRISE, sob o programa HiWish.
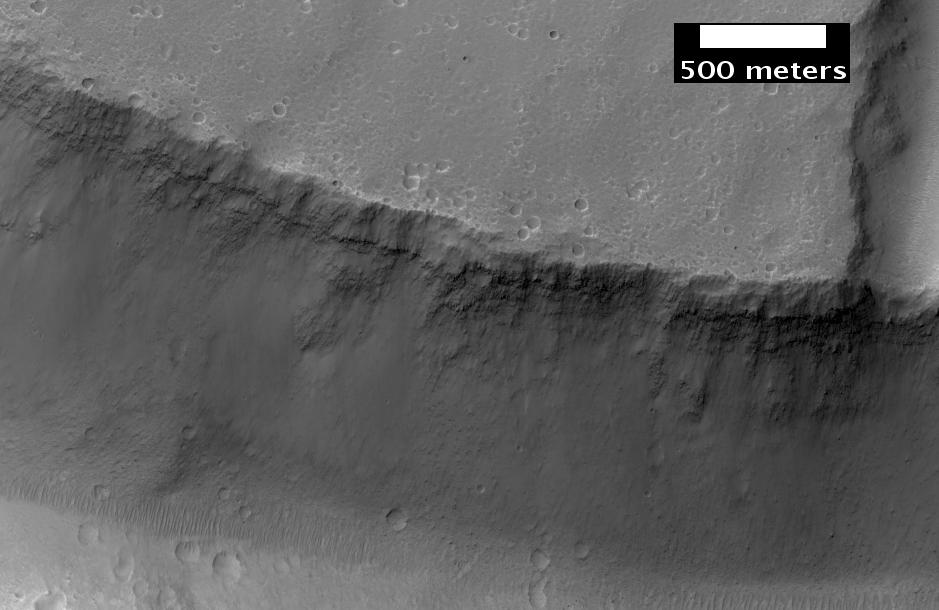
Vista aproximada da imagem anterior, vista pela sob o programa HiWish. Pequenos pontos arredondados são penedos.